# حبیب‌الله میرزا سردار منتخب
حبیب‌الله میرزا (۱۲۵۰-۱۳۲۱ هـ ش) فرزند جهانگیر میرزا (نوه فتحعلی شاه قاجار) بود.
او در تهران متولد شد. پس از طی تحصیلات مقدماتی وارد مدرسه قزاقخانه شد و به درجه امیرتومانی و سرادری رسید و از احمدشاه لقب «سردار منتخب» دریافت کرد. در تشکیل قشون جدید، رضا خان او را به خدمت دعوت کرد و با درجه امیرلشکری به ریاست اداره سررشته داری (دفترداری) و مباشرت (کارپردازی) قشون گماشت. جهانبانی در مراسم تاج‌گذاری رضا شاه در شمار ملتزمان شاه و حامل کمان نادری بود. در سال ۱۳۱۷ امان‌الله جهانبانی مورد خشم شاه واقع و از ارتش اخراج شد. رضا شاه علاوه بر او، همچنین دستور اخراج سایر جهانبانی‌ها را صادر کرد. حبیب‌الله میرزا نیز در شمار اخراج شدگان بود. او پس از این واقعه نام خانوادگی خود را به «کی‌کاووسی» تغییر داد. حبیب‌الله میرزا در سال ۱۳۲۱ در تهران درگذشت.